# Jakob Reich
Jakob Reich (né le 23 mai 1886 à Lemberg, mort le 15 mars 1955 à New York) est un militant communiste germano-russe, connu sous le nom de Genosse Thomas.

## Biographie
Reich est dans les années 1920 un haut fonctionnaire et directeur de la publication du Komintern. En 1928, il publie sous le pseudonyme politique J. Thomas une histoire illustrée de la Révolution russe et de la guerre civile qui suivit.
Jakob Reich épouse en premier Berta Brutzkus. En exil à Zurich, naît leur fille Hanna. Ruth Oesterreich est d'abord sa secrétaire puis devient sa deuxième femme. En 1938, il se marie avec Annie Reich puis émigre avec elle aux États-Unis où il prend le nom d'Arnold Thomas Rubinstein.